# Рогачи
Бръмбари рогачи, или просто рогачи (Lucanidae), е средно голямо семейство бръмбари (Coleoptera). От него са описани около 1840 вида. В Европа са открити 14 вида, от които в България се срещат 7 вида.
При много от видовете се наблюдава силно изразен полов диморфизъм – при мъжките мандибулите са силно развити (често наподобяващи еленови рога, откъдето идва и името на семейството), докато при женските са малки. По правилото на лоста, дългите мъжки челюсти упражняват по-малка сила, отколкото тези на женските.

## Видове в България
| Снимка | Вид                           |
| ------ | ----------------------------- |
|        | Aesalus scarabaeoides         |
|        | Ceruchus chrysomelinus        |
|        | Dorcus parallelipipedus       |
|        | Lucanus cervus (Еленов рогач) |
|        | Platycerus caprea             |
|        | Platycerus caraboides         |
|        | Sinodendron cylindricum       |